# Узун, Эмре
Эмре Узун (тур. Emre Uzun; род. 20 июня 2005, Ганновер) — турецкий футболист, полузащитник клуба «Антальяспор».

## Клубная карьера
Узун — воспитанник клубов «Анкараспор» и «Антальяспор». 1 ноября 2023 года в поединке Кубка Турции против «52 Ордуспора» Эмре дебютировал за основной состав последних. 24 декабря в матче против «Адана Демирспор» он дебютировал в турецкой Суперлиге.

## Международная карьера
В 2024 году в составе юношеской сборной Турции Узун принял участие в юношеском чемпионате Европы в Северной Ирландии. На турнире он сыграл в матчах против сборных Франции, Испании, Дании и Норвегии.